# Oleksandr Markovnitxenko
Oleksandr Mikolàiovitx Markovnitxenko (en ucraïnès: Олександр Миколайович Марковніченко) o Aleksandr Nikolàievitx Markovnitxenko (en rus: Александр Николаевич Марковниченко), (Donetsk, 8 de maig de 1970) va ser un ciclista soviètic d'origen ucraïnès. El seu èxit més important fou el Campionat del Món en contrarellotge per equips de 1990.
Va estar casat amb la també ciclista Natàl·lia Tsilínskaia.

## Palmarès
- 1990
  -  Campió del món en contrarellotge per equips (amb Oleg Galkin, Rouslan Zotov i Igor Patenko)